# Jüdische Gemeinde Vantoux

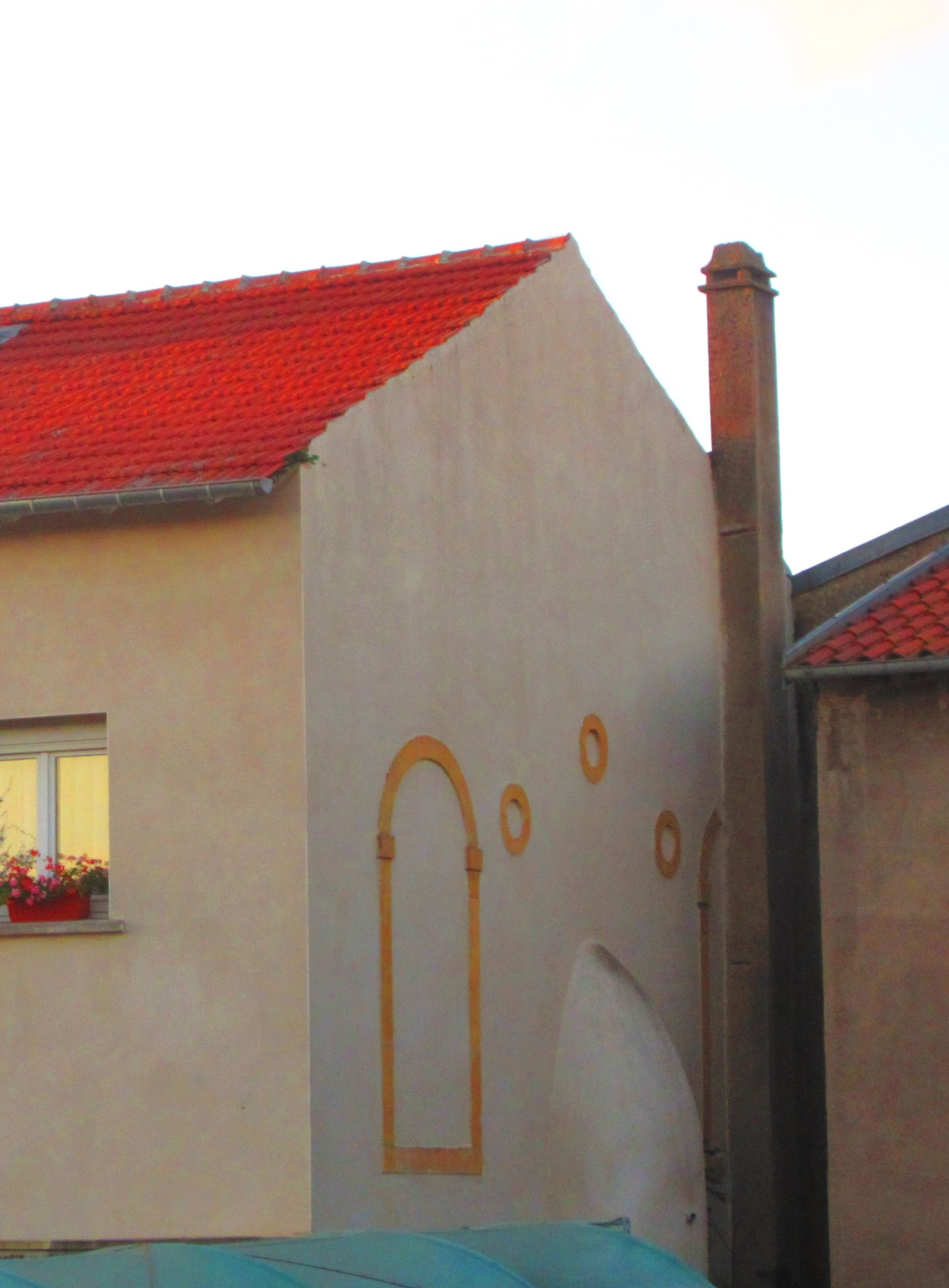
Synagoge in Vantoux

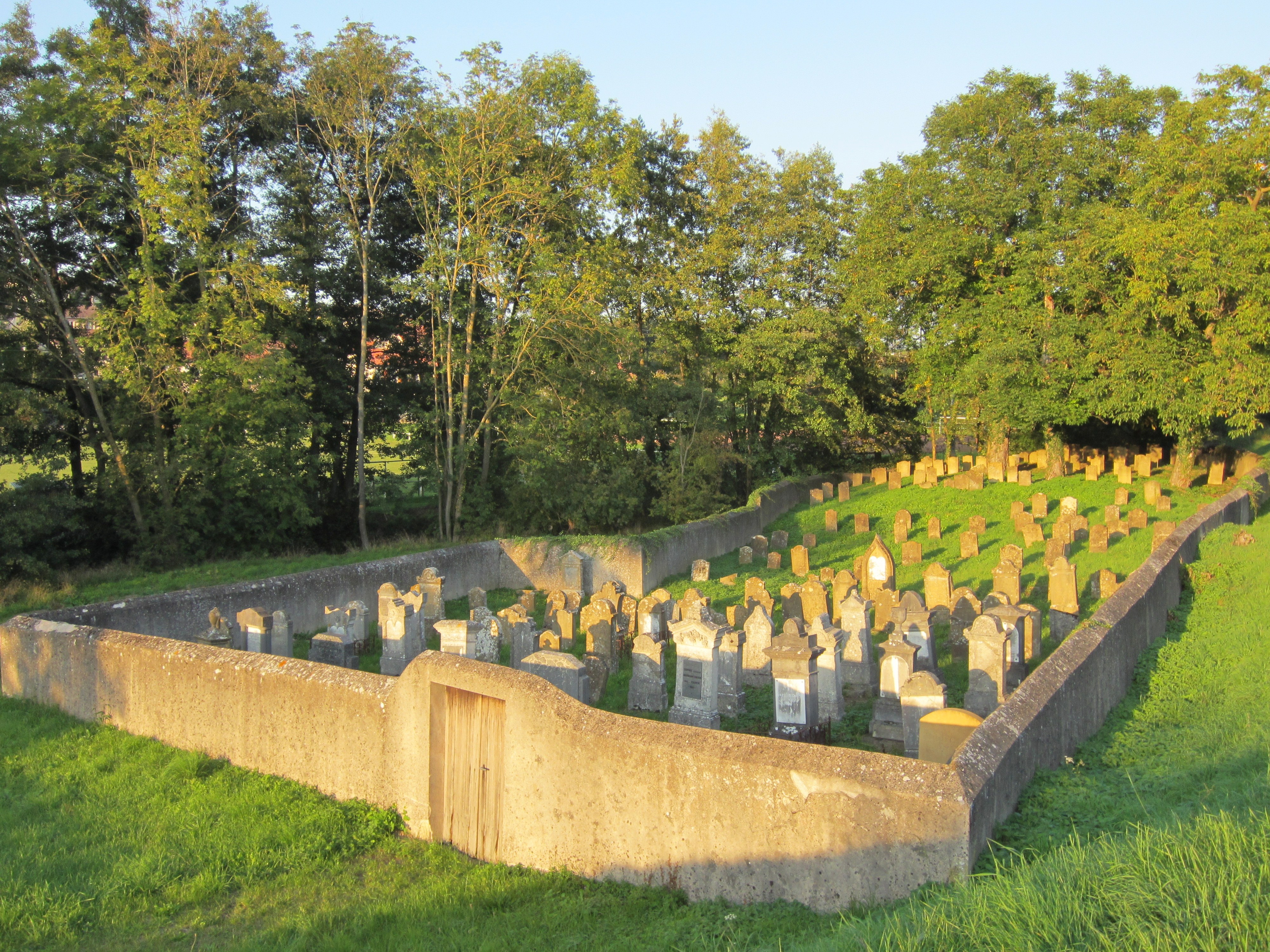
Jüdischer Friedhof in Vantoux

Eine Jüdische Gemeinde in Vantoux, einer französischen Gemeinde im Département Moselle in Lothringen, entstand spätestens im 18. Jahrhundert.

## Geschichte
Die jüdische Gemeinde zählte am Ende des 18. Jahrhunderts 35 Familien. 1830 waren es bereits 211 Personen bei einer Gesamteinwohnerzahl von 450. Die meisten Juden lebten als Metzger und das Gebäude des ehemaligen jüdischen Schlachthofs ist noch erhalten und wird für Veranstaltungen genutzt. Die jüdische Gemeinde gehörte seit 1808 zum israelitischen Konsistorialbezirk Metz.

## Synagoge
Im Jahr 1777 wurde mit den jüdischen Bewohnern von Vallières und Mey zusammen eine Synagoge erbaut, auf einem Grundstück das der Grundherr kostenlos zur Verfügung stellte. Die Synagoge befand sich am Weg durch die Weinberge in Richtung Mey. Im 19. Jahrhundert wurde eine neue Synagoge errichtet, die bis 1929 zum Gottesdienst genutzt wurde. Das Gebäude ist noch vorhanden und einige Architekturelemente, wie drei Rundfenster, erinnern an den ehemaligen Zweck des Baues.

## Friedhof
Die erste Bestattung auf dem jüdischen Friedhof von Vantoux fand 1734 statt.